# Diodor d'Ascaló
Diodor d'Ascaló (en llatí Diodorus, en grec antic Διόδωρος) fou un escriptor i gramàtic grec. Va escriure un llibre sobre el poeta Antífanes de Cios que portava el títol en grec de Περὶ Ἀντιφάνους καὶ τῆς παρὰ τοῖς νεωτέροις ματτύης. És esmentat principalment per l'escriptor i literat Ateneu de Naucratis.